# 162.
◄ | 1. stoljeće | 2. stoljeće | 3. stoljeće | ►
◄ | 130-ih | 140-ih | 150-ih | 160-ih | 170-ih | 180-ih | 190-ih | ►
◄◄ | ◄ | 159. | 160. | 161. | 162. | 163. | 164. | 165. | ► | ►►
Astronomija • Književnost • Kršćanstvo

## Rođenja
- Sveta Blandina († 177.)

## Vanjske poveznice
|  | Zajednički poslužitelj ima još gradiva o temi 162. |